# Teodoro Ciresola

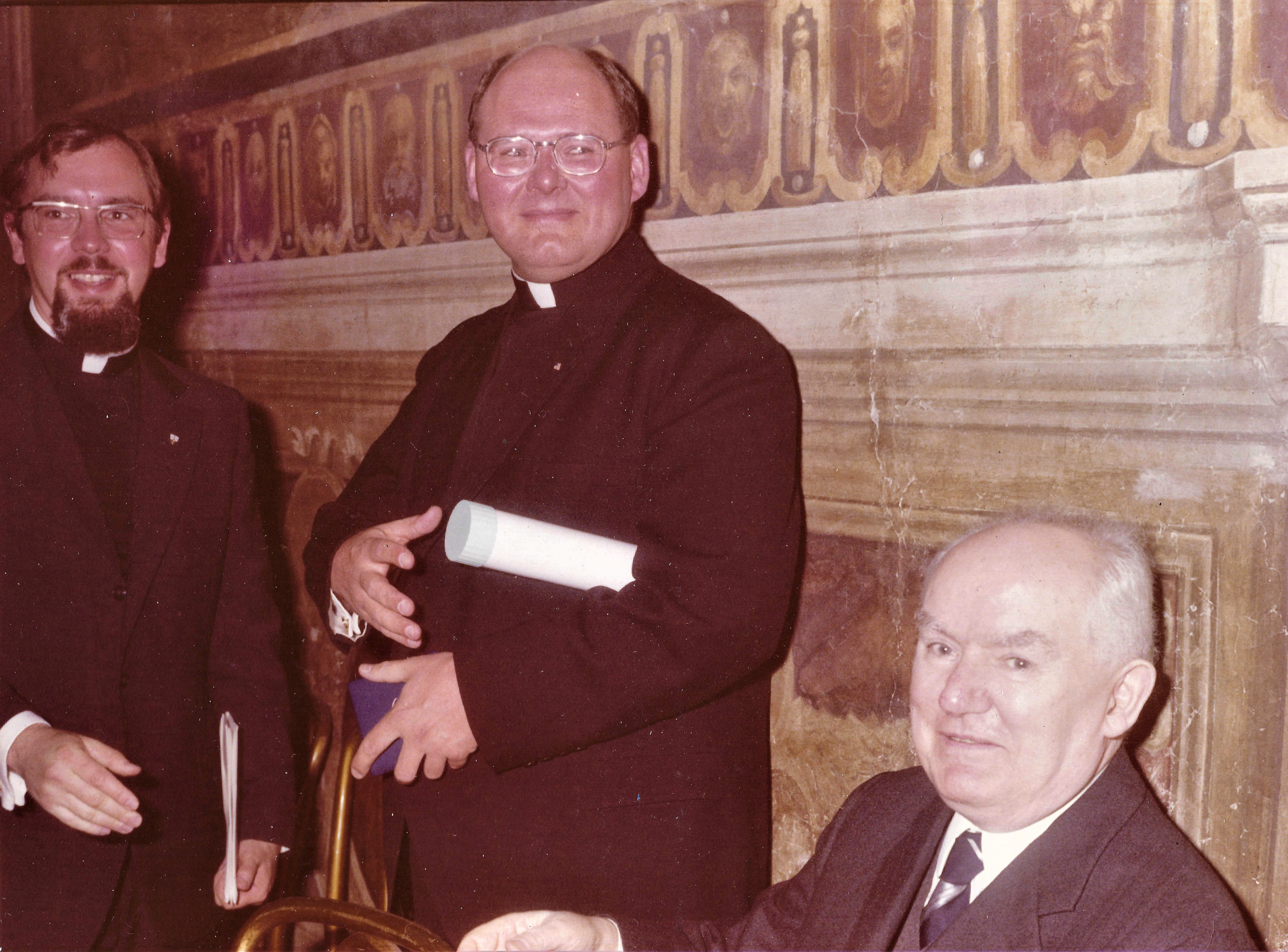
Reginald Foster, latiniste et moine (debout); à droite Ciresola (assis) à Rome en 1972

Teodoro Ciresola (né en 1899 à Villafranca di Verona et mort en 1978 à Milan) est un écrivain et poète italien de langue latine.

## Biographie
Teodoro Ciresola naquit en 1899 à Quaderni, petit hameau de Villafranca di Verona dans la province de Vérone, au sein d'une famille qui vivait dans une grande misère. Il n'en fit pas moins des études à l'Institut Don Mazza puis des humanités classiques au lycée Scipione Maffei avec mention honorable, c'est-à-dire avec au moins neuf sur dix dans toutes les branches. Il continua son cursus à l'Université de Pavie où il étudia les lettres classiques.
Il fonda l' Union internationale des étudiants en lettres latines et collabora à de nombreuses revues de langue latine telles que Latinitas, Palaestra latina et Vox latina.
Durant sa longue carrière littéraire il reçut de nombreuses récompenses : il remporta treize fois le premier prix du Certamen poeticum Hoeufftianum d'Amsterdam, ainsi que celui du Certamen Capitolinum de Rome tout comme le Certamen Vaticanum.
Une école de Milan, rue Brianza, ville où il enseigna de nombreuses années au Lycée Carducci, lui est dédiée et porte désormais son nom. Une rue de Villafranca di Verona, commune où il est né, porte son nom.
Il mourut à Milan en 1978.

## Œuvres
- Theodori Ciresola Narrationes

## Sources
- (it) Cet article est partiellement ou en totalité issu de l’article de Wikipédia en italien intitulé « Teodoro Ciresola » (voir la liste des auteurs).